# Az ov(ulál)ónéni
Az ov(ulál)ónéni (Miss Teacher Bangs a Boy) a South Park című rajzfilmsorozat 149. része (a 10. évad 10. epizódja). Elsőként 2006. október 18-án sugározták az Egyesült Államokban. Magyarországon 2007. december 8-án mutatták be először.
Az epizódban Ike Broflovski beleszeret óvónőjébe, míg Eric Cartman folyosófelügyelőként igyekszik rendet teremteni a South Park-i iskolában.

## Cselekmény
|  | Alább a cselekmény részletei következnek! |

Az igazgatónő az irodájába hívja Eric Cartmant és rábízza a folyosófelügyelőség jogát, melyet Cartman kissé túlságosan is komolyan kezd venni. Duane Chapmannek öltözve műszakállal és bőrruhában járja a folyosókat, és kemény ellenőrzést gyakorol a diákok felett. Cartman talál egy összegyűrt rajzot a földön – a rajzot Kyle Broflovski hároméves öccse, Ike készítette tanárnőjéről, Miss Stevensonról, akibe titkon szerelmes. A tanítónő meglátva a rajzot félrehívja Ike-ot és bevallja neki, hogy ő is viszonozza az érzéseit. Titkos viszonyba kezdenek, étterembe mennek és végül szexuális kapcsolatot létesítenek.
Kyle véletlenül félreérthetetlen helyzetben kapja rajta Ike-ot és Miss Stevensont a tanárnő lakásán, ezért először a szüleinek, majd a rendőrségnek próbál szólni – mindkét alkalommal sikertelenül. A rendőrök nem látnak semmi problémát a kapcsolattal, sőt, nagy érdeklődéssel tölti el őket az eset, melyben egy vonzó tanárnőnek egy fiatal diákjával van viszonya. Először Cartmant sem érdekli az ügy, de amikor megtudja, hogy a szerelmespár tanóra alatt az ő folyosóján csókolózik (kimenő nélkül), lebuktatja őket az igazgatónő előtt. Ezután a rendőrök letartóztatják a tanárnőt, aki – hogy megússza a pert – alkoholistának vallja magát. Egy gyors rehabilitációs eljárás után azonnal Ike-hoz siet és megszökteti, hogy Milánóba utazzanak új életet kezdeni.
A Broflovski család észreveszi Ike szökését és riadóztatja a rendőrséget, akik kelletlenül ugyan, de nyomozni kezdenek. Cartman (még mindig dühösen, amiért Ike és a tanárnő kimenő nélkül tartózkodott a folyosóján) felfogad egy háromtagú csapatot (Leeroyt, Earlt és Bethet), majd gyorsan kideríti, hogy Ms. Stephensonék egy hotelben szálltak meg. Hamarosan a rendőrség is a helyszínre érkezik, ezért Ike-ék a háztetőre menekülnek. Ms. Stephenson azzal fenyegetőzik, hogy mindketten leugranak, ekkor Kyle megpróbál beszélni öccsével és hatni rá. A tanárnő leugrik a tetőről és életét veszti, de Ike az utolsó pillanatban meggondolja magát. Az epizód végén Cartman foglalja össze a történet tanulságát.
|  | Itt a vége a cselekmény részletezésének! |

## Kulturális utalások

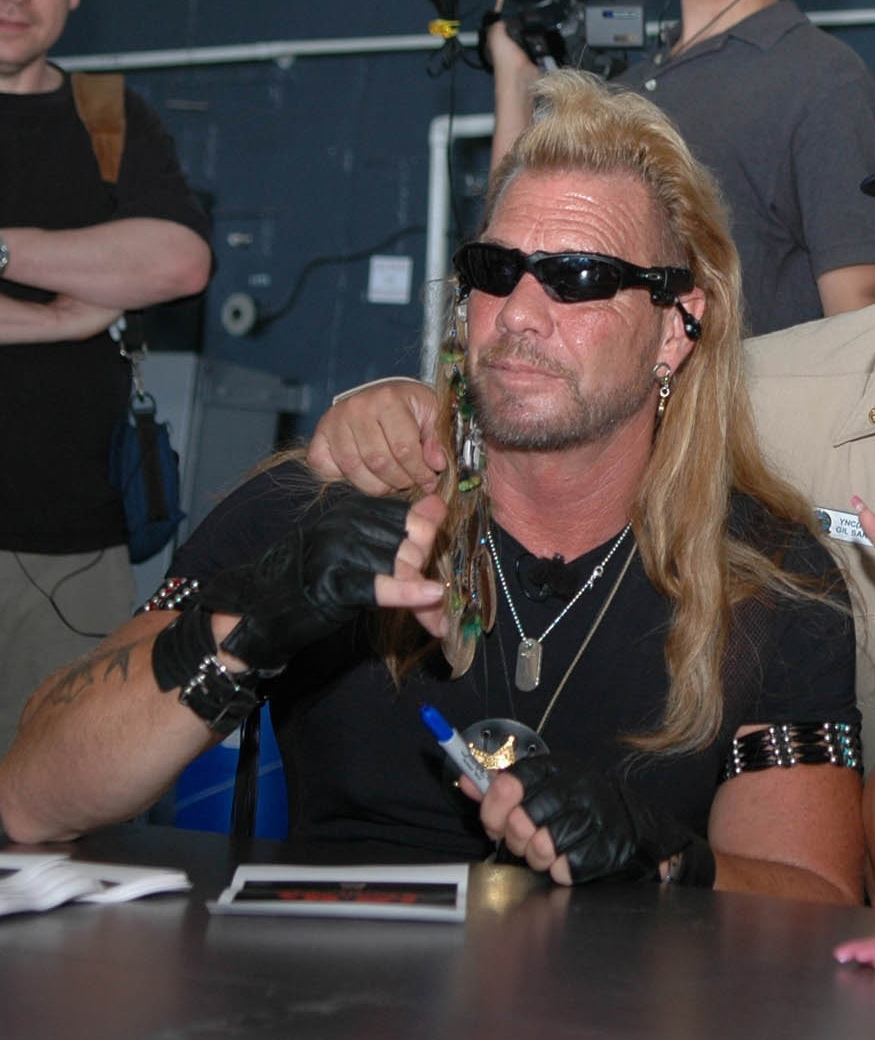
Duane „Dog” Chapman

Cartman szerelése és viselkedése célzás a Dog, a fejvadász című sorozatra, illetve annak főszereplőjére, Duane Chapmanre. Társai a műsor többi alakját, többek között Chapman feleségét, Beth Chapmant parodizálják ki. Chapman és neje úgy nyilatkozott, hogy tetszett nekik az epizód és nem sértődtek meg rajta. Emellett Ike és a tanárnő kapcsolatán keresztül utalás történik a Debra LaFave-botrányra is, melyben egy huszonéves tanárnő 14 éves diákjával létesített szexuális viszonyt.

## Fogadtatás
Dan Iverson az IGN-en azt írja, hogy az epizód a benne megjelenített ellentmondásos téma ellenére nem volt különösebben támadó jellegű. A kritikus összességében jónak ítélte meg a részt, Az ov(ulál)ónéni a weboldalon tízből nyolc pontot kapott.